# 意大利大街-德文璞
意大利大街-德文璞（英語：Corso Italia-Davenport）是加拿大安大略省多倫多市中心的一個市政社區。根據多倫多市政府的定義，該社區西邊的邊界是加拿大國家鐵路軌道，北邊是摩利臣路（Morrison Avenue），東邊北部是西山路（Westmount Avenue），東邊南部是橡林路（Oakwood Avenue），南邊是德文璞道（Davenport Road）。該市政社區由多個小社區組成，包括意大利大街（Corso Italia）、德文璞（Davenport）、伯爵閣（Earlscourt）及皇家嶺（Regal Heights）。

## 人口統計
總人口（2016年）：14,133人
主要族裔人口（2016）：
- 75.9%白人（26.1%葡萄牙裔，20.7%意大利裔，11.6%加拿大裔，11.6%英裔，10.6%愛爾蘭裔，8.8%蘇格蘭裔）
- 8.1%拉丁裔（不細分民族）
- 4.6%黑人
- 2.3%南亞裔